# Torneo de Memphis 2013
El Memphis International 2013 fue un evento de tenis ATP 500 en su rama masculina y WTA International Tournaments en la femenina. Se disputó en Memphis (Estados Unidos), en el complejo Racquet Club of Memphis y en cancha dura al aire libre, haciendo parte de un conjunto de eventos que hacen de antesala al Masters de Indian Wells 2013, entre el 18 de febrero del 2013 y el 24 de febrero de 2013 en los cuadros principales masculinos y femeninos, pero la etapa de clasificación se disputó desde el 16 de febrero.

## Cabezas de serie

### Individuales masculinos
| Tenista             | Ranking | Preclasificado |
| Marin Čilić         | 12      | 1              |
| Milos Raonic        | 13      | 2              |
| John Isner          | 16      | 3              |
| Sam Querrey         | 20      | 4              |
| Kei Nishikori       | 21      | 5              |
| Tommy Haas          | 22      | 6              |
| Alexandr Dolgopolov | 23      | 7              |
| Fernando Verdasco   | 24      | 8              |

### Dobles masculinos
| Tenista                     | Ranking | Preclasificada |
| Bob Bryan Mike Bryan        | 3       | 1              |
| Max Mirnyi Horia Tecau      | 14      | 2              |
| Lukasz Kubot Daniel Nestor  | 36      | 3              |
| Alexander Peya Bruno Soares | 42      | 4              |

### Individuales femeninos
| Tenista              | Ranking | Preclasificada |
| Kirsten Flipkens     | 34      | 1              |
| Sofia Arvidsson      | 38      | 2              |
| Sabine Lisicki       | 40      | 3              |
| Heather Watson       | 41      | 4              |
| Lucie Hradecká       | 52      | 5              |
| Chanelle Scheepers   | 59      | 6              |
| Magdalena Rybarikova | 61      | 7              |
| Kristina Mladenovic  | 64      | 8              |

### Dobles femeninos
| Tenista                               | Ranking | Preclasificada |
| Andrea Hlaváčková Lucie Hradecká      | 7       | 1              |
| Kristina Mladenovic Galina Voskoboeva | 71      | 2              |
| Marina Erakovic Heather Watson        | 115     | 3              |
| Liga Dekmeijere Megan Moulton-Levy    | 140     | 4              |

## Campeones

### Individuales masculinos
Kei Nishikori venció a  Feliciano López por 6-2, 6-3.

### Individuales femeninos
Marina Erakovic venció a  Sabine Lisicki por 6-1, 0-0ret.

### Dobles masculinos
Bob Bryan /  Mike Bryan vencieron a  James Blake /  Jack Sock por 6-1, 6-2.

### Dobles femenino
Kristina Mladenovic /  Galina Voskoboeva vencieron a  Sofia Arvidsson /  Johanna Larsson por 7-6(7-5), 6-3